# Lajlat al-Kadr
Lajlat al-Kadr (zwane też Nocą Siły, Nocą Przeznaczenia lub Kadyr Noc, arab. ‏لَيْلَةِ الْقَدْرِ‎, pers. شب قدر) – jedno z najważniejszych dni w kulturze islamskiej. Należy do pięciu świętych nocy tej religii i jest obchodzone najczęściej w 27 noc ramadanu. Jest to rocznica nocy, podczas której (według wierzeń muzułmanów) pierwsze wersety Koranu objawiły się Mahometowi. Obejmuje ono modlitwy i prośby muzułmanów o dobry los.

## Lajlat al-Kadr w kalendarzu
- 27 lutego 1995 (1415)
- 17 lutego 1996 (1416)
- 5 lutego 1997 (1417)
- 26 stycznia 1998 (1418)
- 15 stycznia 1999 (1419)
- 4 stycznia 2000 (1420)
- 23 grudnia 2000 (1421)
- 12 grudnia 2001 (1422)
- 2 grudnia 2002 (1423)
- 22 listopada 2003 (1424)
- 10 listopada 2004 (1425)
- 31 października 2005 (1426)
- 20 października 2006 (1427)
- 9 października 2007 (1428)
- 27 września 2008 (1429)
- 17 września 2009 (1430)
- 6 września 2010 (1431)
- 27 sierpnia 2011 (1432)
- 15 sierpnia 2012 (1433)
- 5 sierpnia 2013 (1434)
- 25 lipca 2014 (1435)
- 14 lipca 2015 (1436)
- 2 lipca 2016 (1437)
- 21 czerwca 2017 (1438)
- 10 czerwca 2018 (1439)
- 31 maja 2019 (1440)
- 19 maja 2020 (1441)
- 8 maja 2021 (1442)
- 27 kwietnia 2022 (1443)
- 17 kwietnia 2023 (1444)
- 5 kwietnia 2024 (1445)
- 26 marca 2025 (1446)